# Tigrioides immaculata
Tigrioides immaculata är en fjärilsart som beskrevs av Butler 1880. Tigrioides immaculata ingår i släktet Tigrioides och familjen björnspinnare. Inga underarter finns listade i Catalogue of Life.